# Ferdinand Bol
Ferdinand Bol (Dordrecht, 1616. június 24. — Amszterdam, 1680. augusztus 24.) holland festő és rézmetsző a holland aranykorban.

## Életpályája
Atyja, Balthasar Bol sebész volt. A fiú Utrechtben tanult festeni, itt mesterei Aelbert Cuyp és Abraham Bloemaert voltak. Az 1630-as évek első felében Rembrandt amszterdami stúdiójában tanult, oly nagy tehetséggel tanulta meg Rembrandt stílusát, hogy festményeit gyakran Rembrandtnak tulajdonították. Jó történeti festő volt, kiválóan ábrázolt bibliai jeleneteket, de igazán a portréfestés volt az erőssége. Atyját és fiútestvérét is lefestette, amikor azok elmentek hozzá látogatóba, Amszterdamba. 
Bol atyja 1641-ben hunyt el, ezután Ferdinánd Bol független festőként dolgozott. Munkái főleg középületek enteriőrjeit díszítették, a többi pedig a család tulajdonában maradt. 1652-ben Amszterdam polgára lett, 1653-ban megnősült, felesége Elisabeth Dell, egy kereskedő leánya. 1655-ben a festő céh vezetője lett. Megbízást kapott városházák (Leiden, Gouda, Enkhuizen és Amszterdam) díszítésére. 1660-ban meghalt a felesége. 1669-ben újra megnősült, ezen felesége annyira gazdag volt, hogy ezután Bol már keveset festett, inkább városi közigazgatási pozíciókban dolgozott. Fia, Elbert Bol ügyvéd lett.

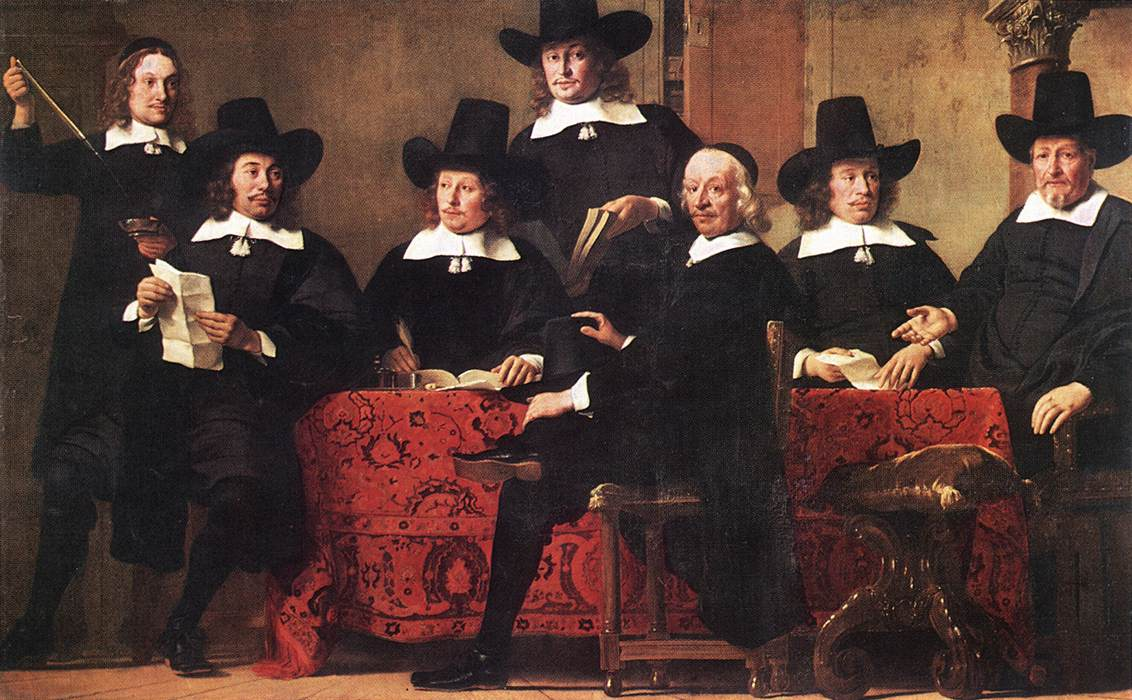
Az amszterdami borkereskedő céh vezetői (1663)

Jeles közintézmények és múzeumok őrzik festményeit, például az amszterdami tanácsháza, a Rijks Múzeum, a párizsi Louvre, a braunschweigi Herzog Anton Ulrich-Museum, a liverpooli Walker Art Gal, a dordrechti múzeum stb.

## Stílusa
Nagyon tehetséges Rembrandt tanítvány volt, azonban később amszterdami polgárrá válva egyre inkább az akadémista stílus felé hajlott, ez tetszett a polgároknak, kapott is sok megbízást. Legjobbak portréi, de még inkább csoportképei. Rézkarcain a Rembrandtól tanultakat hasznosítja mind szellemében, mind rajztechnikájában, ezeket lehet legjobban összetéveszteni Rembrandt rézkarcaival.